# Partington
Partington is een civil parish in het bestuurlijke gebied Trafford, in het Engelse graafschap Greater Manchester met 7912 inwoners.